# Bitwa pod Jankowem
Bitwa pod Jankowem (czeskie miasteczko Jankov ok. 59 km na południowy wschód od Pragi) – starcie zbrojne, które miało miejsce 6 marca 1645 roku pomiędzy wojskami szwedzkimi i niemieckimi podczas wojny trzydziestoletniej.

## Wstęp
Dowódca wojsk szwedzkich marszałek Lennart Torstensson zamierzając zmusić cesarza Ferdynanda III do pokoju, postanowił przeprowadzić uderzenie na jego kraje dziedziczne, licząc przy tym na współdziałanie sprzymierzeńców – księcia siedmiogrodzkiego Jerzego Rakoczego oraz Francuzów, którzy mieli uderzyć nad Renem. W tym celu w styczniu skoncentrował swą armię liczącą 16 tysięcy żołnierzy, w tym 6100 piechoty i 80 dział, a następnie przekroczył Rudawy i skierował się na południe, maszerując w głąb Czech.
Marszałek cesarski Melchior von Hatzfeldt wraz z armią liczącą 18 tys. żołnierzy i 24 działa, zastąpił Szwedom drogę 26 lutego pod Horaždovicami, przy przeprawie przez rzekę Otavę. W tych warunkach Torstensson zrezygnował z forsowania trudnej przeprawy i ruszył na północny wschód, przeprawił się przez Wełtawę poniżej ujścia Otavy i ruszył na Morawy. Wieczorem 5 marca posuwający się równolegle przez Tábor Hatzfeldt zastąpił Szwedom drogę pod Jankovem.

## Bitwa
Obie armie rozwinęły się do bitwy równolegle po obu stronach doliny o stromych zboczach w odległości 3 kilometrów. Torstensson nie zamierzał forsować przeszkody, lecz postanowił przed świtem obejść ją od południa. Manewr ten całkowicie zaskoczył armię cesarską. Dowodzący składającym się z jazdy lewym skrzydłem armii cesarskiej Johann von Götzen uwikłał się w bój spotkaniowy, który Hatzfeldt zasilił piechotą z centrum i dowodzoną przez Johanna von Wertha jazdą bawarską z prawego skrzydła. Morderczy ogień artylerii szwedzkiej zmusił do odwrotu Götzena oraz Bawarów, a w końcu całą armię Hatzfeldta.
Podczas przerwy w walkach Hatzfeldt przesunął swą armię 4 kilometry na północ prostopadle do poprzedniego ustawienia, by mieć zapewniony odwrót na Pragę. Lewe skrzydło armii cesarskiej, którym dowodził teraz de Werth, osłonięte było przez las. Na prawym skrzydle, osłoniętym przez dolinę, znalazły się niedobitki Götzena, natomiast centrum stanęło za wzgórzem, obsadzonym przez muszkieterów. Hatzfeldt zamierzał w tym ustawieniu doczekać nocy, lub stoczyć walkę obronną, w której miałby przewagę. W tym czasie Torstensson uszykował armię szwedzką równoległe w odległości 1,5 kilometra od głównej linii wojsk cesarskich.
Znajdujące się na wzgórzu wojska cesarskie przez pewien czas broniły swych pozycji z powodzeniem, w końcu jednak uderzenie Szwedów zakończyło się zdobyciem wzgórza górującego nad polem bitwy. Zagroziło to bezpośrednio lewemu skrzydłu wojsk cesarskich. Początkowe powodzenie wojsk Hatzfeldta na wzgórzu zachęciło skrzydła armii cesarskiej do ataku. Ponieważ działania obu skrzydeł nie były skoordynowane, ich natarcie nie przyniosło spodziewanych skutków. Prawe skrzydło cesarskie poniosło całkowitą klęskę, natomiast lewe skrzydło odparło Szwedów i przeszło do kontrnatarcia. Jazda cesarska rozbiła prawe skrzydło szwedzkie i wpadła do szwedzkich taborów. Żołnierze cesarscy zamiast wykorzystać, sukces zajęli się plądrowaniem szwedzkiego taboru. Pozwoliło to Torstenssonowi zorganizować kontratak – najpierw nakazując artylerii otworzyć ogień, spowodował zamieszanie w szeregach jazdy cesarskiej, po czym przeprowadził atak, który całkowicie rozbił jazdę cesarską. Osamotniona piechota stojąca w cesarskim centrum, wystawiona na szwedzki ogień artyleryjski, nie mogła się długo opierać. Armia cesarska przestała istnieć.
Wojska cesarskie straciły 4000 zabitych (m.in. Johann von Götzen) i rannych oraz 4500 wziętych do niewoli (wśród nich Hatzfeldt), w ręce szwedzkie wpadły poza tym wszystkie działa przeciwnika. Straty Szwedów to 2 tysiące ludzi.

## Po bitwie
Po bitwie Torstensson wcielił do swej armii jeńców pokonanych wojsk cesarskich. Dwa dni później zwycięska armia szwedzka ruszyła na spotkanie z Rakoczym, ten jednak nie przybył, gdyż w tym czasie szedł na Wiedeń.
Kampania pod Jankovem ujawniła podstawowe cechy wybitnego wodza, jakim był Torstensson, czyli szybkość marszu w trudnym terenie i przy niesprzyjającej pogodzie, śmiałość manewru podczas bitwy oraz umiejętność wykorzystania przewagi ogniowej. Dodatkowym ułatwieniem dla zwycięzców było złe dowodzenie po stronie przeciwnej.

## Literatura
- Mała encyklopedia wojskowa, 1967, Wydanie I